# تفجير لاهور 2022
تفجير لاهور 2022 في 20 يناير 2022 قُتل ثلاثة أشخاص على الأقل وأصيب أكثر من 20 آخرين في انفجار في لاهور البنجاب شمال باكستان. في الساعة 1:40 مساءً انفجرت عبوة ناسفة بوزن 1.5 كيلوغرام على دراجة نارية متوقفة بجانب عربة دفع خارج أحد البنوك في سوق مزدحم في منطقة أناركالي بالمدينة. حطمت نوافذ المباني المجاورة وأضرمت النار في عدد من الدراجات النارية المتوقفة. قال رجل وصف نفسه بأنه المتحدث باسم الجيش الوطني البلوش وهو اندماج بين جيش البلوش الجمهوري وجيش البلوش المتحد، إن مجموعته مسؤولة عن التفجير قائلة إنه استهدف لموظفي البنك.